# Liga de Voleibol Superior Femenino 2019
La Liga de Voleibol Superior Femenino 2019 si è svolta dal 24 gennaio al 13 maggio 2019: al torneo hanno partecipato 7 franchigie portoricane e la vittoria finale è andata per la tredicesima volta, la quinta consecutiva, alle Criollas de Caguas.

## Regolamento
Le squadre hanno disputato un girone all'italiana, sfidando ogni avversaria quattro volte, per un totale di ventiquattro incontri; al termine della regular season:
- Le prime sei classificate hanno acceduto ai play-off scudetto, strutturati in quarti di finale, con due gironi all'italiana con gare di andata e ritorno, semifinali e finale al meglio delle sette gare, con incroci basati sul piazzamento in stagione regolare col metodo della serpentina.

### Criteri di classifica
Se il risultato finale è stato di 3-0 o 3-1 sono stati assegnati 3 punti alla squadra vincente e 0 a quella sconfitta, se il risultato finale è stato di 3-2 sono stati assegnati 2 punti alla squadra vincente e 1 a quella sconfitta.
L'ordine del posizionamento in classifica è stato definito in base a:
- Punti;
- Numero di partite vinte;
- Ratio dei set vinti/persi;
- Ratio dei punti realizzati/subiti.

## Squadre partecipanti
Al campionato di Liga de Voleibol Superior Femenino 2019 hanno partecipato sette franchigie; rispetto alla precedente stagione due franchigie aventi diritto, le Leonas de Ponce e le Gigantes de Carolina, hanno ceduto i propri diritti di partecipazione rispettivamente alle Llaneras de Toa Baja e alle Amazonas de Trujillo Alto, mentre le Orientales de Humacao hanno chiesto una dispensa per non disputare il torneo e le Capitalinas de San Juan hanno cessato le proprie attività.
| Club                      | Stagione | Città         | Impianto                         | Stagione precedente                      |
| ------------------------- | -------- | ------------- | -------------------------------- | ---------------------------------------- |
| Amazonas de Trujillo Alto | dettagli | Trujillo Alto | Coliseo Rubén Zayas Montañez     | -                                        |
| Changas de Naranjito      | dettagli | Naranjito     | Coliseo Gelito Ortega            | 9ª in LVSF                               |
| Criollas de Caguas        | dettagli | Caguas        | Coliseo Roger L. Mendoza         | 1ª in LVSF; Campionesse di Porto Rico    |
| Indias de Mayagüez        | dettagli | Mayagüez      | Palacio de Recreación y Deportes | 3ª in LVSF; semifinali play-off scudetto |
| Llaneras de Toa Baja      | dettagli | Toa Baja      | Coliseo Antonio R. Barceló       | -                                        |
| Polluelas de Aibonito     | dettagli | Aibonito      | Coliseo José Marrón Aponte       | 8ª in LVSF                               |
| Valencianas de Juncos     | dettagli | Juncos        | Coliseo Rafael Amalbert          | 2ª in LVSF; finale play-off scudetto     |

## Torneo

### Regular season

#### Risultati
| Risultati Regular season |                           |     |                                   |
|                          |                           |     |                                   |
| 24-01                    | Toa Baja - Trujillo Alto  | 3-1 | 25-14, 19-25, 25-17, 25-15        |
| 24-01                    | Aibonito - Mayagüez       | 1-3 | 25-22, 21-25, 18-25, 20-25        |
| 24-01                    | Juncos - Naranjito        | 0-3 | 18-25, 14-25, 24-26               |
| 26-01                    | Caguas - Mayagüez         | 3-1 | 20-25, 25-20, 25-22, 25-19        |
| 27-01                    | Trujillo Alto - Juncos    | 3-1 | 19-25, 25-19, 25-18, 26-24        |
| 27-01                    | Naranjito - Aibonito      | 3-0 | 25-20, 25-16, 25-19               |
| 30-01                    | Juncos - Mayagüez         | 3-0 | 25-20, 25-18, 25-20               |
| 30-01                    | Aibonito - Trujillo Alto  | 1-3 | 21-25, 23-25, 25-18, 12-25        |
| 30-01                    | Toa Baja - Caguas         | 0-3 | 22-25, 18-25, 23-25               |
| 01-02                    | Aibonito - Mayagüez       | 1-3 | 22-25, 17-25, 27-25, 18-25        |
| 01-02                    | Juncos - Toa Baja         | 1-3 | 25-21, 26-28, 26-28, 15-25        |
| 01-02                    | Trujillo Alto - Naranjito | 0-3 | 20-25, 21-25, 23-25               |
| 02-02                    | Caguas - Juncos           | 3-0 | 25-20, 25-14, 25-10               |
| 03-02                    | Naranjito - Mayagüez      | 3-0 | 25-18, 25-23, 25-13               |
| 03-02                    | Aibonito - Caguas         | 0-3 | 16-25, 21-25, 15-25               |
| 06-02                    | Mayagüez - Trujillo Alto  | 3-1 | 25-17, 19-25, 20-25, 25-16        |
| 06-02                    | Caguas - Naranjito        | 2-3 | 23-25, 30-28, 16-25, 25-22, 13-15 |
| 07-02                    | Toa Baja - Aibonito       | 3-2 | 25-19, 24-26, 29-27, 15-25, 15-11 |
| 08-02                    | Caguas - Trujillo Alto    | 3-0 | 25-20, 25-18, 25-22               |
| 08-02                    | Mayagüez - Naranjito      | 1-3 | 17-25, 16-25, 25-22, 12-25        |
| 09-02                    | Juncos - Aibonito         | 3-2 | 25-19, 17-25, 22-25, 25-14, 15-12 |
| 10-02                    | Toa Baja - Naranjito      | 1-3 | 25-21, 17-25, 16-25, 23-25        |
| 10-02                    | Aibonito - Juncos         | 1-3 | 20-25, 27-25, 17-25, 21-25        |
| 13-02                    | Aibonito - Toa Baja       | 1-3 | 15-25, 25-21, 19-25, 10-25        |
| 14-02                    | Trujillo Alto - Mayagüez  | 3-0 | 25-21, 25-22, 28-26               |
| 14-02                    | Naranjito - Caguas        | 3-0 | 25-17, 25-11, 25-23               |
| 15-02                    | Toa Baja - Juncos         | 3-0 | 27-25, 25-20, 25-18               |
| 16-02                    | Naranjito - Mayagüez      | 3-0 | 25-12, 25-23, 25-16               |
| 16-02                    | Caguas - Aibonito         | 3-0 | 25-17, 25-20, 25-20               |
| 17-02                    | Naranjito - Trujillo Alto | 3-1 | 25-15, 25-21, 22-25, 25-19        |
| 17-02                    | Caguas - Juncos           | 3-0 | 25-21, 25-19, 25-15               |
| 20-02                    | Mayagüez - Juncos         | 3-2 | 25-23, 13-25, 22-25, 25-17, 15-11 |
| 21-02                    | Trujillo Alto - Aibonito  | 3-2 | 25-27, 25-21, 16-25, 25-14, 15-12 |
| 21-02                    | Caguas - Toa Baja         | 3-0 | 25-16, 25-23, 25-14               |
| 22-02                    | Naranjito - Juncos        | 3-0 | 27-25, 25-20, 25-18               |
| 23-02                    | Toa Baja - Mayagüez       | 2-3 | 25-23, 21-25, 25-23, 20-25, 12-15 |
| 23-02                    | Juncos - Trujillo Alto    | 3-1 | 26-24, 22-25, 25-21, 25-19        |
| 23-02                    | Aibonito - Naranjito      | 0-3 | 20-25, 24-26, 20-25               |
| 24-02                    | Mayagüez - Caguas         | 1-3 | 10-25, 16-25, 25-21, 19-25        |
| 24-02                    | Trujillo Alto - Toa Baja  | 3-2 | 25-18, 21-25, 22-25, 25-16, 15-9  |
| 27-02                    | Toa Baja - Trujillo Alto  | 0-3 | 21-25, 15-25, 22-25               |
| 27-02                    | Juncos - Naranjito        | 3-2 | 23-25, 21-25, 25-20, 25-22, 15-12 |

| Risultati regular season |                           |     |                                   |
|                          |                           |     |                                   |
| 27-02                    | Mayagüez - Aibonito       | 3-1 | 17-25, 25-23, 25-19, 27-25        |
| 28-02                    | Caguas - Mayagüez         | 2-3 | 25-22, 21-25, 22-25, 25-16, 15-17 |
| 01-03                    | Trujillo Alto - Juncos    | 3-0 | 25-22, 25-23, 25-22               |
| 02-03                    | Mayagüez - Toa Baja       | 3-0 | 25-19, 27-25, 25-11               |
| 02-03                    | Trujillo Alto - Aibonito  | 1-3 | 15-25, 25-21, 25-27, 22-25        |
| 03-03                    | Naranjito - Aibonito      | 3-0 | 25-17, 25-12, 25-18               |
| 03-03                    | Toa Baja - Caguas         | 0-3 | 17-25, 20-25, 20-25               |
| 06-03                    | Juncos - Caguas           | 1-3 | 31-29, 15-25, 21-25, 14-25        |
| 07-03                    | Trujillo Alto - Naranjito | 1-3 | 26-24, 23-25, 10-25, 18-25        |
| 09-03                    | Juncos - Toa Baja         | 3-1 | 25-21, 25-23, 22-25, 30-28        |
| 09-03                    | Caguas - Aibonito         | 3-0 | 25-22, 25-21, 25-21               |
| 10-03                    | Mayagüez - Trujillo Alto  | 1-3 | 15-25, 22-25, 25-17, 19-25        |
| 10-03                    | Caguas - Naranjito        | 1-3 | 25-20, 23-25, 20-25, 22-25        |
| 10-03                    | Toa Baja - Aibonito       | 3-1 | 25-22, 25-21, 17-25, 25-21        |
| 13-03                    | Mayagüez - Aibonito       | 3-0 | 25-17, 25-20, 25-20               |
| 15-03                    | Naranjito - Toa Baja      | 3-1 | 19-25, 25-20, 25-20, 25-18        |
| 15-03                    | Trujillo Alto - Caguas    | 2-3 | 22-25, 13-25, 25-17, 25-23, 15-17 |
| 16-03                    | Caguas - Trujillo Alto    | 2-3 | 25-17, 25-27, 19-25, 25-19, 12-15 |
| 17-03                    | Toa Baja - Naranjito      | 1-3 | 27-25, 21-25, 21-25, 20-25        |
| 17-03                    | Juncos - Aibonito         | 3-1 | 25-20, 14-25, 25-23, 29-27        |
| 21-03                    | Trujillo Alto - Mayagüez  | 1-3 | 19-25, 25-21, 16-25, 20-25        |
| 21-03                    | Naranjito - Caguas        | 3-1 | 25-18, 19-25, 25-18, 25-15        |
| 22-03                    | Aibonito - Toa Baja       | 2-3 | 21-25, 25-23, 25-20, 13-25, 13-15 |
| 23-03                    | Mayagüez - Naranjito      | 3-0 | 25-19, 25-23, 25-17               |
| 24-03                    | Toa Baja - Juncos         | 3-0 | 25-16, 25-20, 25-22               |
| 24-03                    | Aibonito - Caguas         | 0-3 | 18-25, 21-25, 22-25               |
| 27-03                    | Juncos - Caguas           | 0-3 | 21-25, 23-25, 20-25               |
| 28-03                    | Naranjito - Trujillo Alto | 3-1 | 26-24, 23-25, 28-26, 25-20        |
| 29-03                    | Caguas - Toa Baja         | 3-0 | 25-23, 25-19, 25-11               |
| 30-03                    | Toa Baja - Mayagüez       | 2-3 | 25-15, 20-25, 13-25, 25-18, 13-15 |
| 30-03                    | Juncos - Trujillo Alto    | 0-3 | 21-25, 14-25, 22-25               |
| 30-03                    | Aibonito - Naranjito      | 0-3 | 11-25, 22-25, 25-27               |
| 31-03                    | Mayagüez - Juncos         | 3-1 | 25-13, 23-25, 25-17, 26-24        |
| 31-03                    | Aibonito - Trujillo Alto  | 1-3 | 23-25, 25-21, 20-25, 18-25        |
| 03-04                    | Mayagüez - Caguas         | 3-1 | 25-17, 21-25, 25-17, 25-23        |
| 03-04                    | Trujillo Alto - Toa Baja  | 1-3 | 20-25, 26-28, 25-22, 22-25        |
| 03-04                    | Naranjito - Juncos        | 2-3 | 25-22, 23-25, 23-25, 25-22, 21-23 |
| 05-04                    | Naranjito - Toa Baja      | 3-0 | 25-14, 25-19, 25-18               |
| 05-04                    | Juncos - Mayagüez         | 3-0 | 25-19, 25-20, 25-18               |
| 06-04                    | Trujillo Alto - Caguas    | 3-2 | 25-22, 23-25, 17-25, 25-23, 15-13 |
| 07-04                    | Mayagüez - Toa Baja       | 3-1 | 25-18, 24-26, 25-20, 25-20        |
| 07-04                    | Aibonito - Juncos         | 0-3 | 17-25, 23-25, 23-25               |

#### Classifica
| Pos. | Squadra                   | Pt | G  | V  | P  | SV | SP | Ratio | PF | PS | Ratio |
| ---- | ------------------------- | -- | -- | -- | -- | -- | -- | ----- | -- | -- | ----- |
| 1    | Changas de Naranjito      | 64 | 24 | 21 | 3  |    |    |       |    |    |       |
| 2    | Criollas de Caguas        | 51 | 24 | 16 | 8  |    |    |       |    |    |       |
| 3    | Indias de Mayagüez        | 40 | 24 | 14 | 10 |    |    |       |    |    |       |
| 4    | Amazonas de Trujillo Alto | 33 | 24 | 12 | 12 |    |    |       |    |    |       |
| 5    | Llaneras de Toa Baja      | 29 | 24 | 10 | 14 |    |    |       |    |    |       |
| 6    | Valencianas de Juncos     | 28 | 24 | 10 | 14 |    |    |       |    |    |       |
| 7    | Polluelas de Aibonito     | 7  | 24 | 1  | 23 |    |    |       |    |    |       |

      Qualificata ai quarti di finale.

### Play-off scudetto

#### Quarti di finale

##### Girone A

###### Risultati
| Gara 1 |                    |     |                     |
|        |                    |     |                     |
| 09-04  | Juncos - Naranjito | 0-3 | 21-25, 31-33, 17-25 |

| Gara 2 |                   |     |                            |
|        |                   |     |                            |
| 11-09  | Mayagüez - Juncos | 3-1 | 23-25, 25-17, 25-21, 27-25 |

| Gara 3 |                    |     |                     |
|        |                    |     |                     |
| 12-09  | Naranjito - Juncos | 3-0 | 25-21, 25-17, 25-20 |

| Gara 4 |                      |     |                                   |
|        |                      |     |                                   |
| 13-04  | Naranjito - Mayagüez | 3-2 | 23-25, 22-25, 25-15, 25-15, 15-11 |

| Gara 5 |                   |     |                            |
|        |                   |     |                            |
| 16-04  | Juncos - Mayagüez | 1-3 | 21-25, 25-20, 24-26, 26-28 |

| Gara 6 |                      |     |                     |
|        |                      |     |                     |
| 17-04  | Mayagüez - Naranjito | 0-3 | 20-25, 17-25, 20-25 |

###### Classifica
| Pos. | Squadra               | G | V | P | SV | SP | Ratio | PF | PS | Ratio |
| ---- | --------------------- | - | - | - | -- | -- | ----- | -- | -- | ----- |
| 1    | Changas de Naranjito  | 4 | 4 | 0 |    |    |       |    |    |       |
| 2    | Indias de Mayagüez    | 4 | 2 | 2 |    |    |       |    |    |       |
| 3    | Valencianas de Juncos | 4 | 0 | 4 |    |    |       |    |    |       |

      Qualificata alle semifinali.

##### Girone B

###### Risultati
| Gara 1 |                   |     |                     |
|        |                   |     |                     |
| 10-04  | Toa Baja - Caguas | 0-3 | 23-25, 22-25, 19-25 |

| Gara 2 |                        |     |                            |
|        |                        |     |                            |
| 12-04  | Caguas - Trujillo Alto | 3-1 | 25-27, 25-22, 25-13, 25-19 |

| Gara 3 |                   |     |                            |
|        |                   |     |                            |
| 13-04  | Caguas - Toa Baja | 3-1 | 25-23, 30-28, 19-25, 25-21 |

| Gara 4 |                          |     |                    |
|        |                          |     |                    |
| 14-04  | Trujillo Alto - Toa Baja | 0-3 | 9-25, 13-25, 20-25 |

| Gara 5 |                        |     |                     |
|        |                        |     |                     |
| 17-04  | Trujillo Alto - Caguas | 0-3 | 21-25, 22-25, 15-25 |

| Gara 6 |                          |     |                            |
|        |                          |     |                            |
| 18-04  | Toa Baja - Trujillo Alto | 3-1 | 25-21, 23-25, 25-23, 25-22 |

##### Classifica
| Pos. | Squadra                   | G | V | P | SV | SP | Ratio | PF | PS | Ratio |
| ---- | ------------------------- | - | - | - | -- | -- | ----- | -- | -- | ----- |
| 1    | Criollas de Caguas        | 4 | 4 | 0 |    |    |       |    |    |       |
| 2    | Llaneras de Toa Baja      | 4 | 2 | 2 |    |    |       |    |    |       |
| 3    | Amazonas de Trujillo Alto | 4 | 0 | 4 |    |    |       |    |    |       |

      Qualificata alle semifinali.

#### Semifinali
| Gara 1 |                      |     |                                   |
|        |                      |     |                                   |
| 23-04  | Naranjito - Toa Baja | 2-3 | 25-20, 25-27, 25-22, 23-25, 12-15 |
| 24-04  | Caguas - Mayagüez    | 3-1 | 25-15, 18-25, 25-17, 25-17        |

| Gara 2 |                      |     |                                   |
|        |                      |     |                                   |
| 25-04  | Toa Baja - Naranjito | 0-3 | 21-25, 14-25, 32-34               |
| 26-04  | Mayagüez - Caguas    | 3-2 | 24-26, 20-25, 25-23, 25-21, 15-13 |

| Gara 3 |                      |     |                                   |
|        |                      |     |                                   |
| 26-04  | Naranjito - Toa Baja | 3-0 | 25-14, 25-23, 25-13               |
| 27-04  | Caguas - Mayagüez    | 3-2 | 25-17, 25-13, 23-25, 24-26, 15-12 |

| Gara 4 |                      |     |                                   |
|        |                      |     |                                   |
| 28-04  | Toa Baja - Naranjito | 3-0 | 25-17, 25-21, 25-20               |
| 29-04  | Mayagüez - Caguas    | 2-3 | 23-25, 24-26, 27-25, 25-18, 13-15 |

| Gara 5 |                      |     |                            |
|        |                      |     |                            |
| 30-04  | Naranjito - Toa Baja | 3-1 | 25-11, 22-25, 27-25, 25-22 |
| 01-05  | Caguas - Mayagüez    | 3-1 | 25-14, 15-25, 25-19, 25-23 |

| Gara 6 |                      |     |                     |
|        |                      |     |                     |
| 04-04  | Toa Baja - Naranjito | 0-3 | 21-25, 20-25, 10-25 |

#### Finale
| Gara 1 |                    |     |                                   |
|        |                    |     |                                   |
| 03-05  | Naranjito - Caguas | 3-2 | 25-21, 22-25, 23-25, 25-22, 17-15 |

| Gara 2 |                    |     |                     |
|        |                    |     |                     |
| 05-05  | Caguas - Naranjito | 3-0 | 25-18, 25-14, 25-21 |

| Gara 3 |                    |     |                            |
|        |                    |     |                            |
| 07-05  | Naranjito - Caguas | 1-3 | 25-18, 21-25, 19-25, 12-25 |

| Gara 4 |                    |     |                                   |
|        |                    |     |                                   |
| 10-05  | Caguas - Naranjito | 2-3 | 24-26, 25-18, 15-25, 25-23, 12-15 |

| Gara 5 |                    |     |                                   |
|        |                    |     |                                   |
| 11-05  | Naranjito - Caguas | 2-3 | 26-24, 17-25, 17-25, 25-20, 15-17 |

| Gara 6 |                    |     |                            |
|        |                    |     |                            |
| 13-05  | Caguas - Naranjito | 3-1 | 27-25, 17-25, 25-17, 25-21 |

|  | Semifinali           | Semifinali           | Semifinali           | Semifinali         | Semifinali | Semifinali | Semifinali | Semifinali | Semifinali |  |  | Finale | Finale               | Finale               | Finale | Finale | Finale | Finale | Finale | Finale |  |
|  |                      |                      |                      |                    |            |            |            |            |            |  |  |        |                      |                      |        |        |        |        |        |        |  |
|  | Changas de Naranjito | Changas de Naranjito | Changas de Naranjito | 2                  | 3          | 3          | 0          | 3          | 3          |  |  |        |                      |                      |        |        |        |        |        |        |  |
|  | Llaneras de Toa Baja | Llaneras de Toa Baja | Llaneras de Toa Baja | 3                  | 0          | 0          | 3          | 1          | 0          |  |  | 1      | Changas de Naranjito | Changas de Naranjito | 3      | 0      | 1      | 3      | 2      | 1      |  |
|  | Criollas de Caguas   | Criollas de Caguas   | Criollas de Caguas   | Criollas de Caguas | 3          | 2          | 3          | 3          | 3          |  |  | 2      | Criollas de Caguas   | Criollas de Caguas   | 2      | 3      | 3      | 2      | 3      | 3      |  |
|  | Indias de Mayagüez   | Indias de Mayagüez   | Indias de Mayagüez   | Indias de Mayagüez | 1          | 3          | 2          | 2          | 1          |  |  |        |                      |                      |        |        |        |        |        |        |  |

## Premi individuali
| Premio                   | Giocatrice       | Squadra                   |
| ------------------------ | ---------------- | ------------------------- |
| MVP della Regular Season | Karina Ocasio    | Criollas de Caguas        |
| MVP delle finali         | Shara Venegas    | Criollas de Caguas        |
| Miglior palleggiatrice   | Wilmarie Rivera  | Amazonas de Trujillo Alto |
| Miglior libero           | Debora Seilhamer | Polluelas de Aibonito     |
| Rising star              | Alba Hernández   | Amazonas de Trujillo Alto |
| Miglior ritorno          | Diana Reyes      | Criollas de Caguas        |
| Miglior esordiente       | Wilmarie Rivera  | Amazonas de Trujillo Alto |
| Migliore allenatore      | Xiomara Molero   | Amazonas de Trujillo Alto |
| Miglior presidente       | Jorge Dávila     | Changas de Naranjito      |
| All-Star Team            | Wilmarie Rivera  | Amazonas de Trujillo Alto |
| All-Star Team            | Karina Ocasio    | Criollas de Caguas        |
| All-Star Team            | Noami Santos     | Changas de Naranjito      |
| All-Star Team            | Paulina Prieto   | Valencianas de Juncos     |
| All-Star Team            | Neira Ortiz      | Polluelas de Aibonito     |
| All-Star Team            | Alba Hernández   | Amazonas de Trujillo Alto |
| All-Star Team            | Debora Seilhamer | Polluelas de Aibonito     |